# Bleed the Freak
Bleed the Freak – singel promocyjny amerykańskiego zespołu muzycznego Alice in Chains, wydany jedynie w formacie winylowym przez wytwórnię Sony. Pochodzi z debiutanckiego albumu studyjnego Facelift z sierpnia 1990. Czas trwania utworu wynosi 4 minuty i 1 sekundę. Autorem tekstu i kompozytorem jest Jerry Cantrell. Na stronie B została zamieszczona koncertowa wersja utworu „Put You Down”, także pochodząca z albumu Facelift i będąca autorstwa Cantrella.

## Analiza
W wywiadzie dla magazynu „Rock Scene” z kwietnia 1990, autor kompozycji Jerry Cantrell przyznał, że warstwa liryczna odnosi się do ludzi, którzy umieścili nas na tym świecie, i teraz patrzą jak spadamy w dół, wykrwawiając się. Podmiot pragnie doczekać chwili, gdy zobaczy, jak to inni będą się poświęcać i wykrwawiać za niego. Tekst zawiera również odniesienia do nietolerancji religijnej, przedstawionej w formie metafory upadającego społeczeństwa, aby w pełni zrozumieć więź człowieka. W rozmowie z pismem branżowym „RIP”, muzyk stwierdził: „«Bleed the Freak» napisałem, gdy czułem się źle. Robiłem wiele gównianych rzeczy pod wpływem wielu osób – szefów, rodziny – po prostu spojrzenie, co myślisz, taki rodzaj bzdury. To naprawdę dołujące, jak ludzie potrafią zdyskredytować cię z powodu koloru skóry, wyznania, poglądów politycznych – cokolwiek to może być – i wskażą cię palcem, lecz jeśli odwrócisz się i pokażesz na nich, to już nie są tacy odważni”. Mordechai Kleidermacher z magazynu „Circus” zaznaczył, że tematyka utworu koncentruje się na „ślepej wierze”.
„Bleed the Freak” został skomponowany według schematu strojenia Eb-Ab-Db-Gb-Bb-Eb. Zaczyna się od stonowanego i balladowego brzmienia gitary akustycznej i elektrycznej, granej chorusem. Refreny utworu nabierają większego ciężaru i dynamiki oraz agresywniejszych partii wokalnych Layne’a Staleya. Po wykonaniu drugiego z refrenów, słychać jest dynamiczną solową grę Cantrella, która następnie chwilowo zwalnia tempo, przechodząc do łagodnego brzmienia z początku. Kompozycja kończy się powtórzonym, dynamicznym refrenem.

## Teledysk
Na teledysk promujący złożyły się fragmenty występu zespołu w Moore Theatre z 22 grudnia 1990. Koncert został zarejestrowany i wydany na kasecie Live Facelift w lipcu 1991. Wideoklip nagrano w kolorystyce czarno-białej. Reżyserem jest Josh Taft.

## Wydanie
Wytwórnia Sony wydała „Bleed the Freak” w wersji koncertowej, jedynie w formacie winylowym o numerze katalogowym CS7-04013, jako singel promocyjny w 1991. Na stronie B zamieszczono utwór „Put You Down”, również w wykonaniu koncertowym.
Kompozycja „Bleed the Freak” ukazała się na wspomnianym VHS Live Facelift w 1991. Wersja demonstracyjna utworu, zarejestrowana wiosną 1989 przy współpracy producenta Ricka Parashara, weszła w skład zestawu kompozycji zawartych na kompilacyjnym box secie Music Bank (1999). W grudniu 2000 koncertowe nagranie „Bleed the Freak” zostało zamieszczone na albumie Live.

## Odbiór

### Krytyczny
Bill Adams z „Ground Control” w swojej recenzji zaznaczył, że brzmienie „Bleed the Freak” „charakteryzuje się mroczną i sardoniczną melodią, gdzie przejawiają się motywy miłości i nienawiści oraz stanu beznadziejności”. Ric Albano z brytyjskiego magazynu „Classic Rock” przyznał, że jest to pierwsza ze słabszych kompozycji na płycie, określając partie śpiewu mianem „płaczliwych”. Portal internetowy rockmetal.pl napisał o utworze w swej recenzji: „Nowością dla sceny rockowej lat 90. jest «Bleed the Freak». Kawałek rozpoczyna się szybko wpadającym w ucho motywem, granym na przesterowanej gitarze z chorusem, który po chwili wspomagany jest pracą reszty instrumentalistów oraz jak zwykle genialnym głosem Layne’a. Po pierwszym refrenie całość nagle dostaje kopa (…) i przemienia się z melancholijnej, lekko ospałej ballady w rockową petardę z najwyższej półki, której nie powstydziłby się sam Lemmy”. Beth Nussbaum z magazynu „Rock Scene” określiła utwór mianem „ponurego i posępnego”.

## Utwór na koncertach
Premiera koncertowa „Bleed the Freak” nastąpiła 15 lipca 1989 w Bremerton w stanie Waszyngton. Utwór regularnie wykonywany był w ramach tras koncertowych promujących Facelift w 1990 i 1991. Często grany był również w trakcie trwania ogólnoświatowego tournée promującego album Dirt (1992) – Down in Your Hole Tour. Od momentu reaktywacji zespołu w 2005, „Bleed the Freak” prezentowany był w ramach amerykańskiej części Finish What we Started Tour. Od 2015 ponowie grany jest na występach zespołu.

## Lista utworów na singlu
winyl 7” (CS7-04013):
Strona A:
| Nr | Tytuł utworu                          | Autorzy        | Długość |
| -- | ------------------------------------- | -------------- | ------- |
| 1. | „Bleed the Freak” (wersja koncertowa) | Jerry Cantrell | 4:12    |

Strona B:
| Nr | Tytuł utworu                       | Autorzy  | Długość |
| -- | ---------------------------------- | -------- | ------- |
| 1. | „Put You Down” (wersja koncertowa) | Cantrell | 3:22    |

## Personel
Opracowano na podstawie materiału źródłowego:
|  | Alice in Chains - Layne Staley – śpiew - Jerry Cantrell – gitara rytmiczna, gitara prowadząca, gitara akustyczna, wokal wspierający - Mike Starr – gitara basowa - Sean Kinney – perkusja | Produkcja - Producent muzyczny: Dave Jerden - Inżynier dźwięku: Ron Champagne - Miksowanie: Dave Jerden w Sound Castle Studio, Los Angeles - Mastering: Eddy Schreyer w Future Disc Systems, Hollywood |